# 黒百人組
黒百人組（Чёрная сотня, черносотенцы）は、20世紀ロシアに存在したいくつかの極右集団・反ユダヤ主義団体の総称。皇帝や正教会の支持を得て、ユダヤ人に対してポグロム（殺戮・略奪・破壊・差別）を行っていたことで知られる。

## 概説

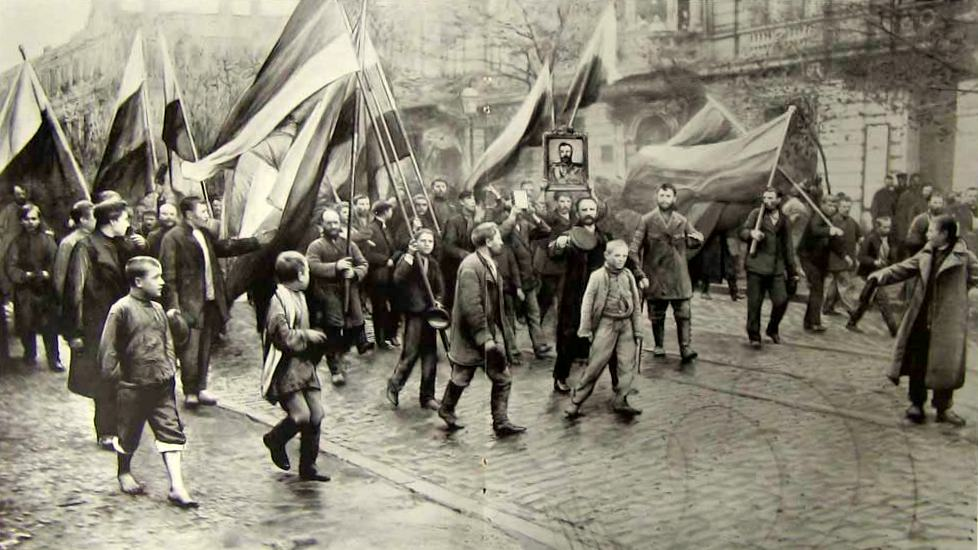
行進する黒百人組のメンバー(1905年・オデッサ)

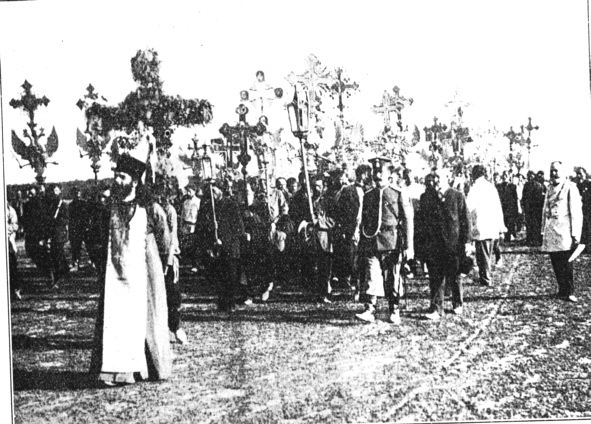
ロシア正教の聖職者を先頭に行進する黒百人組(1907年)

ペテルブルクで創られた2つの集団、神聖旅団とロシア会議が黒百人組の前身と考えられる。1900年に結成されたこの2つの団体は、反動的な知識人・政府高官・聖職者・地主代表を惹きつけていた。ペテルブルクのロシア人民連合やロシア人連合・ロシア帝政党やモスクワの対革命闘争活動協会やオデッサの「双頭の白鷲」などの、多くの右翼集団は1905年革命の時期とその後に作られた。厳密に言うと、黒百人組はこれらの政治団体によって組織されたテロリスト集団であり、小商店主・浮浪者・職業的犯罪者から成り立っていた。
彼らの標語は「正教・専制・国民性」であり、正教会と皇帝と母国への愛着を示している。直接の政治目的は、反ユダヤ・アジテーションを展開してロシアの自由化を阻止することである。1906年にロシア最初の国会であるドゥーマが開設されると、数限りないパンフレットを発行して選挙を妨害し、ドゥーマがユダヤ人の意のままになる道具であるとしてその権威を失墜させようとした。
黒百人組がポグロム遂行のために犯罪者を雇っていたことは、よく知られている。その指導者には司教が一人おり、修道院は黒百人組を支援するパンフレットを出版し、その紋章と旗は教会に飾られた。政府の支持も厚く、ある年の国庫補助金は250万ルーブルに達した。ポグロムに参加したメンバーには、恩赦を求める権利が与えられていた。
1907年以降に組織が分裂して活動は弱まり、1910年には書類上は存在しなくなったものの、ロシア革命と内戦の時期には白軍に加わり、反ユダヤ的な活動を保持していたものと思われる。ユダヤ人問題の解決方法として、強制移住・物理的殲滅を論じていた黒百人組の指導者たちは、ナチスの先触れであるといってよい。
ウラジーミル・レーニンは、黒百人組をブルジョワジー、ロシア正教会などと並んで撲滅すべき対象に挙げており、厳しい弾圧によりソ連時代には実質消滅したものと思われていた。しかし、ソ連崩壊後にネオナチが台頭すると、新たに『黒百人組』を名乗る組織が登場した。コソボ紛争中の1999年3月、「Schwarze Hundert」（黒百人組）を名乗る義勇兵が確認されている。

## 補注
1. ↑  「黎民の百人隊」という意味。ロシア語のчёрный（黒チョールヌィイ）はчернь（民衆、チェールニ）から由来し、漢語の「黎」に近い。
2. ↑  Schwarze KOSOVO-KRIEGにおけるSchwarze Hundertの記事

## 参考
- ウォルター・ラカー『Black Hundred: The Rise Of The Russian Extreme Right 』（1993年）